# Тори (Пјаченца)
Тори је насеље у Италији у округу Пјаченца, региону Емилија-Ромања.
Према процени из 2011. у насељу је живело 9 становника. Насеље се налази на надморској висини од 57 м.